# Bakalan (Sumobito)
Bakalan is een bestuurslaag in het regentschap Jombang van de provincie Oost-Java, Indonesië. Bakalan telt 2665 inwoners (volkstelling 2010).